# برج شیاطین (فیلم)
«برج شیاطین» (انگلیسی: Devil's Tower (film)) فیلمی در ژانر ترسناک است که در سال ۲۰۱۴ منتشر شد.